# Per-Johan Axelsson
Anders Per-Johan Axelsson (* 26. února 1975), obvykle zkracován na P. J. Axelsson, je bývalý švédský profesionální hokejista, který naposledy hrál švédskou Elitserien za tým Frölunda HC. Mezi lety 1997 a 2009 hrál v NHL za Boston Bruins.
Nastupoval na pozici levého křídla. Přestože nezískal reputaci jako střelec, jeho pevný a defenzivní postoj a schopnost šikovné hry ho udělala oblíbencem fanoušků obou týmů, za které v životě hrál.

## Hráčská kariéra
Než ho draftovali Boston Bruins jako 177. v roce 1995, Axelsson odehrál 4 roky za tým Frölunda HC v Elitserien. Hned v nováčkovské sezoně za Bruins odehrál všech 82 zápasů, pomohl týmu do play-off a stal se klíčovým hráčem svého týmu. Při stávce v sezoně 2004/05 odešel do Švédska hrát za Frölunda HC, kterému pomohl k vítězství Elitserien. Po stávce se vrátil do kádru Bruins a v roce 2006 vyhrál olympijské hry s reprezentací Švédska. 23. března 2006 podepsal tříleté prodloužení kontraktu s Boston Bruins. 21. února 2008 odehrál svůj 700. zápas v NHL, ve kterém Bruins vyhráli po nájezdech na ledě Florida Panthers. 27. července 2009, poté co pomohl Bruins do čtvrtfinále play-off, podepsal kontrakt s Frölunda HC a byl jmenován jedním ze dvou alternativních kapitánů týmu. Po sezóně 2012/13 zde ukončil profesionální kariéru.

## Osobní život
Axelsson se oženil a se svou ženou má dvě děti, dceru Wilmu a syna Wilsona. Ve svém volném čase se věnuje golfu a fotbalu.

## Výkon
- Bronzová medaile na Mistrovství světa v letech 2001 a 2002
- Stříbrná medaile na Mistrovství světa v letech 2003 a 2004
- Vítěz Elitserien s Frölunda HC v roce 2005
- Vítěz ZOH 2006

### Rekordy
- Rekord pro nejvíce asistencí v play-off Elitserien (10)

## Klubové statistiky
| Sezona                 | Klub               | Soutěž            | Základní část | Základní část | Základní část | Základní část | Základní část | Play off | Play off | Play off | Play off | Play off |
| Sezona                 | Klub               | Soutěž            | Z             | G             | A             | B             | TM            | Z        | G        | A        | B        | TM       |
| ---------------------- | ------------------ | ----------------- | ------------- | ------------- | ------------- | ------------- | ------------- | -------- | -------- | -------- | -------- | -------- |
| 1993–94                | Västra Frölunda HC | SEL               | 11            | 0             | 0             | 0             | 4             | 4        | 0        | 0        | 0        | 0        |
| 1994–95                | Västra Frölunda HC | SEL               | 8             | 2             | 1             | 3             | 6             | —        | —        | —        | —        | —        |
| 1995–96                | Västra Frölunda HC | SEL               | 36            | 15            | 5             | 20            | 10            | 13       | 3        | 0        | 3        | 10       |
| 1996–97                | Västra Frölunda HC | SEL               | 50            | 19            | 15            | 34            | 34            | 3        | 0        | 2        | 2        | 0        |
| 1997–98                | Boston Bruins      | NHL               | 82            | 8             | 19            | 27            | 38            | 6        | 1        | 0        | 1        | 0        |
| 1998–99                | Boston Bruins      | NHL               | 77            | 7             | 10            | 17            | 18            | 12       | 1        | 1        | 2        | 4        |
| 1999–00                | Boston Bruins      | NHL               | 81            | 10            | 16            | 26            | 24            | —        | —        | —        | —        | —        |
| 2000–01                | Boston Bruins      | NHL               | 81            | 8             | 15            | 23            | 27            | —        | —        | —        | —        | —        |
| 2001–02                | Boston Bruins      | NHL               | 78            | 7             | 17            | 24            | 16            | 6        | 2        | 1        | 3        | 6        |
| 2002–03                | Boston Bruins      | NHL               | 66            | 17            | 19            | 36            | 24            | 5        | 0        | 0        | 0        | 6        |
| 2003–04                | Boston Bruins      | NHL               | 78            | 7             | 17            | 24            | 16            | 6        | 2        | 1        | 3        | 6        |
| 2004–05                | Frölunda HC        | SEL               | 33            | 4             | 9             | 13            | 83            | 14       | 1        | 10       | 11       | 18       |
| 2005–06                | Boston Bruins      | NHL               | 59            | 10            | 18            | 28            | 4             | —        | —        | —        | —        | —        |
| 2006–07                | Boston Bruins      | NHL               | 55            | 11            | 16            | 27            | 52            | —        | —        | —        | —        | —        |
| 2007–08                | Boston Bruins      | NHL               | 75            | 13            | 16            | 29            | 15            | 7        | 0        | 0        | 0        | 2        |
| 2008–09                | Boston Bruins      | NHL               | 75            | 6             | 24            | 30            | 16            | 11       | 0        | 1        | 1        | 2        |
| 2009–10                | Frölunda HC        | SEL               | 47            | 10            | 16            | 26            | 51            | 5        | 1        | 0        | 1        | 6        |
| 2010–11                | Frölunda HC        | SEL               | 50            | 4             | 10            | 14            | 41            | —        | —        | —        | —        | —        |
| 2011–12                | Frölunda HC        | SEL               | 52            | 2             | 12            | 14            | 22            | 4        | 0        | 0        | 0        | 2        |
| 2012–13                | Frölunda HC        | SEL               | 49            | 6             | 10            | 16            | 10            | 2        | 0        | 0        | 0        | 2        |
| Elitserien celkem      | Elitserien celkem  | Elitserien celkem | 348           | 66            | 78            | 144           | 273           | 45       | 5        | 12       | 17       | 38       |
| NHL celkem             | NHL celkem         | NHL celkem        | 797           | 103           | 184           | 287           | 276           | 54       | 4        | 3        | 7        | 24       |
| Konec hokejové kariéry |                    |                   |               |               |               |               |               |          |          |          |          |          |